# Al pezzo
Al pezzo (wł. pezzo "kawałek, część") – sposób emitowania monet, stosowany głównie do wyższych nominałów, polegający na tym, że poszczególne egzemplarze monety musiały odpowiadać określonemu standardowi wagowemu. W przypadku zaniżonej wagi monetę przetapiano, w przypadku zawyżonej justowano.